# Calide ibne Abderramão
Calide ibne Abderramão, Abederramão, Abderramane ou Abederramane (Khalid ibn Abd al-Rahman), chamado Calé (em grego medieval: Χαλέ; romaniz.: Chalé) por Teófanes, o Confessor e Calefe (Χαλέφ, CHaléph) e Calebe (Χαλέβ, Chaléb) por Nicéforo Calisto Xantópulo, foi emir e general árabe do século VII. Segundo a reconstrução de A. N. Stratos, era filho do general Abderramão ibne Calide ativo em meados do século VII. Em 673, o califa Moáuia I (r. 661–680) enviou-o com uma frota contra o Império Bizantino. Segundo Nicéforo Calisto Xantópulo, era comandante da frota árabe durante o Cerco de Constantinopla em 674-678.